# بيوتر تروخوفسكي
بيوتر تروخوفسكي (بالألمانية: Piotr Trochowski)، لاعب كرة قدم ألماني من مواليد 22 مارس 1984 في تكزو في بولندا.
لعب لنادي بايرن ميونخ الألماني ونادي إشبيلية الأسباني. وعلى صعيد المنتخب الوطني بدأ باللعب مع منتخب ألمانيا لكرة القدم في سنة 2006.

## مسيرته الكروية
لعب بيوتر تروخوفسكي خلال مسيرته الاحترافية مع 6 أندية في ثمانية عشر موسمًا وسجل خلالها 32 هدفًا ضمن 296 مباراة. حيث فاز في موسم واحد بالكأس وفي موسم واحد بالدوري.
خاض بيوتر تروخوفسكي مسيرته مع نادي بايرن ميونخ ب في موسم 2001–02 في المرة الأولى ولمدة موسمين ثم في موسم 2003–04 ولمدة موسمين، مشاركًا طوالها في 38 مباراة سجل خلالها 8 أهداف. ثم انتقل إلى نادي بايرن ميونخ في موسم 2002–03 ولمدة موسمين، حيث شارك في 13 مباراة سجل خلالها هدفًا واحدًا. لينتقل بعدها إلى نادي هامبورغ في موسم 2004–05 ليلعب معه سبعة مواسم، مشاركًا في 180 مباراة سجل خلالها 20 هدف. ثم انتقل إلى نادي إشبيلية في موسم 2011–12 واستمر معه طيلة ثلاثة مواسم، مشاركًا في 59 مباراة سجل خلالها 3 أهداف. هذا وانتقل لاحقًا إلى نادي إشبيلية أتلتيكو في موسم 2014–15 لمدة موسم واحد، لم يشارك في أي مباراة ولم يسجل أي هدف. ثم انتقل بعدها إلى نادي آوغسبورغ في موسم 2015–16 لمدة موسم واحد، مشاركًا في 6 مباريات ولم يسجل أي هدف أيضًا.

## روابط خارجية
- بيوتر تروخوفسكي على موقع الاتحاد الدولي (مؤرشف)  (الإنجليزية)
- بيوتر تروخوفسكي على موقع قاعدة بيانات كرة القدم.إي يو (الإنجليزية)
- بيوتر تروخوفسكي على موقع بيانات كرة القدم. دي إي (الألمانية)
- بيوتر تروخوفسكي على موقع ناشيونال فوتبول تيمز (الإنجليزية)
- بيوتر تروخوفسكي على موقع Soccerway.com (الإنجليزية)
- بيوتر تروخوفسكي على موقع عالم كرة القدم.نت (الإنجليزية)
- بيوتر تروخوفسكي على موقع كووورة
- بيوتر تروخوفسكي على موقع AS.com (الإسبانية)